# Iker Martínez
Iker Martínez de Lizarduy Lizarribar, kortgezegd Iker Martínez (San Sebastian, 16 juni 1977) is een Spaanse zeiler. Hij heeft een gouden en een zilveren Olympische medaille gewonnen in de 49er-klasse, en is meervoudig Europees en wereldkampioen. In 2014 voer hij voor de vierde keer de Volvo Ocean Race, de zwaarste zeilwedstrijd ter wereld. 

## Kampioenschappen
Al sinds het begin van zijn zeilcarrière in 1999 vormt Martínez een duo met landgenoot Xabi Fernández. Ze worden algemeen beschouwd als het beste zeilduo ter wereld. In 2001 namen ze voor het eerst deel aan de wereldkampioenschappen in de 49er-klasse. Het duo eindigde als tweede. In 2002 werd zowel het wereldkampioenschap als het Europees kampioenschap gewonnen. In 2004 won Martínez opnieuw de wereldtitel, wat hij herhaalde in 2010. In 2007 en 2008 werd het Europees kampioenschap gewonnen. 

## Olympische Spelen
Op de Olympische Spelen van 2004 in Athene veroverden Martínez en Fernández de gouden medaille in de 49er. Tijdens de Olympische Spelen van 2008 in Peking won het duo de zilveren medaille in dezelfde klasse. In 2012 eindigde het duo op een teleurstellende 12e plaats.

## Volvo Ocean Race
Martínez debuteerde samen met Xabi Fernández in de Volvo Ocean Race in de editie van 2005-06 als trimmer aan boot van de Movistar van schipper Bouwe Bekking. De bemanning moest het jacht tijdens de race verlaten door schade aan de kiel en is niet gefinisht. In 2008-09 keerde het duo terug in de race aan boord van het Spaanse jacht Telefónica Blue, waarmee ze een derde plaats in het eindklassement haalden. Martínez was in 2011-12 met Fernández de drijvende kracht achter de herhaalde deelname van Telefónica; als schipper leidde hij het jacht naar de vierde plaats overall. In de Volvo Ocean Race 2014-2015 voer het duo opnieuw mee als schippers van het jacht MAPFRE, waarmee opnieuw een vierde plaats behaald werd.

## Overig
In 2010/2011 voeren Martínez en Fernández de Barcelona World Race, een non-stop zeilwedstrijd rondom de wereld voor zeilduo's. Hun jacht Mapfre passeerde na 94 dagen, 21 uren, 17 minuten en 35 seconden de finishlijn waarmee het de tweede plaats veroverde in het klassement.
In 2011 won het duo de prestigieuze ISAF World Sailor of the Year Award voor hun zeilcarrière. In 2002 en 2004 was het duo ook al genomineerd.